# Gleichenia polypodioides
Gleichenia polypodioides är en ormbunkeart som först beskrevs av Carolus Linnaeus, och fick sitt nu gällande namn av James Edward Smith. Gleichenia polypodioides ingår i släktet Gleichenia och familjen Gleicheniaceae. Inga underarter finns listade.

## Bildgalleri

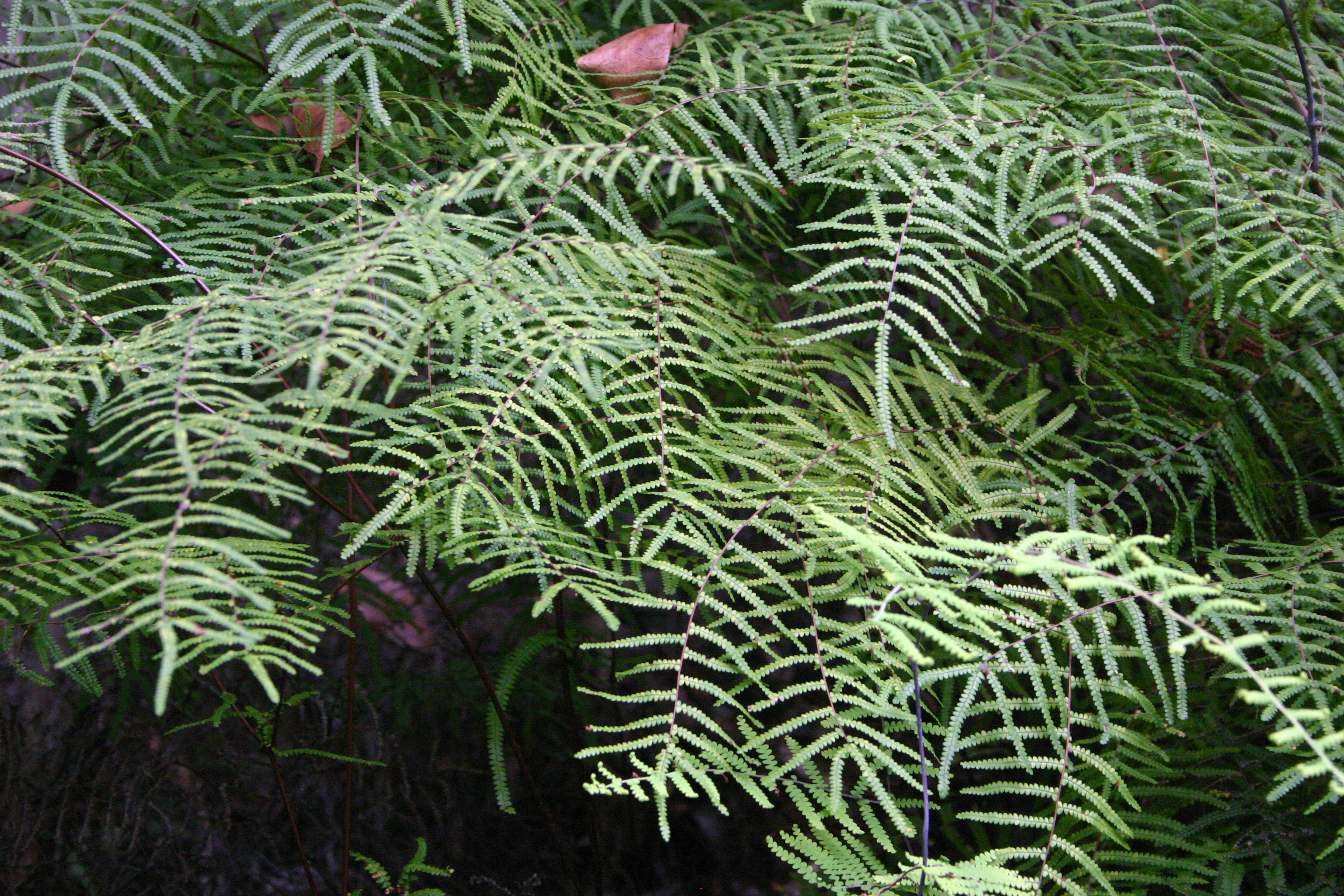